# Avalanche Software
Avalanche Software je americký vývojář videoher sídlící v Salt Lake City. Firma byla založena v říjnu 1995 čtyřmi programátory, kteří dříve pracovali ve společnosti Sculptured Software. Avalanche bylo v květnu 2005 koupeno herní divizí společnosti The Walt Disney Company a následujících deset let se věnovalo vývoji titulů souvisejících s Disney. V květnu 2016 se společnost Disney kvůli klesajícímu trhu s hrami toys-to-life rozhodla Avalanche Software zrušit. Později studio koupila společnost Warner Bros. Games a v lednu 2017 jej znovu obnovila.

## Historie
Společnost Avalanche Software založili čtyři programátoři, kteří dříve pracovali ve společnosti Sculptured Software. Poté, co společnost Sculptured Software koupila společnost Acclaim Entertainment, byli tito čtyři v kontaktu s dalším bývalým zaměstnancem Sculptured Software, který rok předtím odešel pracovat do společnosti Saffire. Čtveřice měla zájem pracovat ve společnosti Saffire, která hledala programátory pro připravovaný projekt, ale nechtěla dojíždět do Pleasant Grove, kde Saffire sídlila. Místo toho je majitel společnosti Saffire přesvědčil, aby si založili vlastní firmu. V říjnu 1995 založili společnost Avalanche Software.
Dne 19. dubna 2005 společnost Buena Vista Games (později přejmenovaná na Disney Interactive Studios) oznámila, že za nezveřejněnou cenu koupila Avalanche Software. V lednu 2013 Avalanche představilo multiplatformní hru Disney Infinity. Dne 10. května 2016 společnost Disney ukončila činnost Avalanche Software. Později bylo mnoho bývalých zaměstnanců Avalanche zaměstnáno společností castAR.
Dne 24. ledna 2017 společnost Warner Bros. Interactive Entertainment (nyní Warner Bros. Games) oznámila, že studio koupila a znovu obnovila.

## Vyvinuté tituly
| Rok  | Název                                  | Platformy                                                                                                  | Vydavatel                                                                                   |
| ---- | -------------------------------------- | --- | ------------------------------------------------------------------------------------------- |
| 1996 | Ultimate Mortal Kombat 3               | Mega Drive, Super Nintendo Entertainment System                                                            | Midway Games                                                                                |
| 1996 | Mortal Kombat Trilogy                  | PlayStation                                                                                                | Atari, Midway Games, Tiger Electronics, WMS Industries                                      |
| 1996 | NHL Open Ice: 2 On 2 Challenge         | PlayStation                                                                                                | Atari, Midway Games                                                                         |
| 1997 | Mortal Kombat Mythologies: Sub-Zero    | Nintendo 64                                                                                                | Atari, Midway Games                                                                         |
| 1998 | Off Road Challenge                     | Nintendo 64                                                                                                | Atari, Midway Games                                                                         |
| 1999 | Rampage 2: Universal Tour              | PlayStation, Nintendo 64                                                                                   | Midway Games                                                                                |
| 1999 | NBA Showtime: NBA on NBC               | Dreamcast                                                                                                  | Midway Games                                                                                |
| 2000 | Rampage Through Time                   | PlayStation                                                                                                | Midway Games                                                                                |
| 2000 | Rugrats in Paris: The Movie            | PlayStation, Nintendo 64                                                                                   | Mattel Interactive, THQ                                                                     |
| 2000 | NFL Blitz 2001                         | Dreamcast                                                                                                  | Midway Games                                                                                |
| 2000 | Prince of Persia 3D                    | Dreamcast                                                                                                  | Mattel Interactive, Red Orb Entertainment                                                   |
| 2002 | NCAA College Football 2K3              | GameCube, PlayStation 2, Xbox                                                                              | Sega                                                                                        |
| 2002 | Rugrats: Royal Ransom                  | GameCube, PlayStation 2                                                                                    | THQ                                                                                         |
| 2003 | Tak and the Power of Juju              | GameCube, PlayStation 2                                                                                    | THQ                                                                                         |
| 2004 | Tak 2: The Staff of Dreams             | GameCube, PlayStation 2, Xbox                                                                              | THQ                                                                                         |
| 2005 | Tak: The Great Juju Challenge          | GameCube, PlayStation 2, Xbox                                                                              | THQ                                                                                         |
| 2005 | Dragon Ball Z: Sagas                   | GameCube, PlayStation 2, Xbox                                                                              | Atari                                                                                       |
| 2005 | Strašpytlík                            | GameCube, PlayStation 2, Xbox, Microsoft Windows                                                           | Buena Vista Games, D3 Publisher                                                             |
| 2006 | 25 to Life                             | PlayStation 2, Xbox, Microsoft Windows                                                                     | Eidos Interactive                                                                           |
| 2006 | Disney's Chicken Little: Ace in Action | PlayStation 2, Wii, Microsoft Windows                                                                      | Buena Vista Games, Disney Interactive Studios                                               |
| 2007 | Meet the Robinsons                     | GameCube, PlayStation 2, Xbox 360, Wii, Microsoft Windows                                                  | Disney Interactive Studios                                                                  |
| 2007 | Hannah Montana: Spotlight World Tour   | PlayStation 2, Wii                                                                                         | Buena Vista Games, Disney Interactive Studios                                               |
| 2008 | Bolt                                   | PlayStation 2, PlayStation 3, Xbox 360, Wii, Microsoft Windows                                             | Disney Interactive Studios                                                                  |
| 2010 | Toy Story 3                            | PlayStation 3, Xbox 360, Wii, Microsoft Windows                                                            | Disney Interactive Studios, Disney Mobile Studios                                           |
| 2011 | Auta 2                                 | PlayStation 3, Xbox 360, Wii, Microsoft Windows                                                            | Disney Interactive Studios, Sony Computer Entertainment, Raw Thrills, Disney Mobile Studios |
| 2013 | Disney Infinity                        | PlayStation 3, Xbox 360, Wii, Wii U, Microsoft Windows, iOS                                                | Disney Interactive Studios, Bandai Namco Entertainment                                      |
| 2014 | Disney Infinity 2.0                    | PlayStation 3, PlayStation 4, Xbox 360, Xbox One, Wii U, PlayStation Vita, Microsoft Windows, iOS, Android | Disney Interactive Studios                                                                  |
| 2015 | Disney Infinity 3.0                    | PlayStation 3, PlayStation 4, Xbox 360, Xbox One, Wii U, Microsoft Windows, iOS, Android, Apple TV         | Disney Interactive Studios                                                                  |
| 2017 | Auta 3                                 | PlayStation 3, PlayStation 4, Xbox 360, Xbox One, Wii U, Nintendo Switch                                   | Warner Bros. Games                                                                          |
| 2023 | Hogwarts Legacy                        | PlayStation 4, PlayStation 5, Xbox One, Xbox Series X/S, Nintendo Switch, Microsoft Windows                | Warner Bros. Games                                                                          |